# Дворецкий, Иосиф Хананович
Ио́сиф Хана́нович Дворе́цкий (8 [20] августа 1894 Варшава, Царство Польское, Российская империя — 3 января 1979 Москва, СССР) — советский филолог-классик, редактор, переводчик.

## Биография
В качестве сотрудника и помощника проф. Дмитрия Николаевича Королькова (1858—1942) работал над составлением наиболее подробного в XX веке «Латинско-русского словаря» (около 200 000 слов и словосочетаний с контекстными значениями). Первое издание словаря вышло в 1949 году, после смерти профессора Королькова под обоими именами; многочисленные последующие — только под именем И. Х. Дворецкого.
Дворецкий также составил наиболее полный двухтомный «Древнегреческо-русский словарь», редактором которого выступил Сергей Иванович Соболевский.
В качестве сотрудника Издательства иностранной литературы упоминается в воспоминаниях Олега Волкова «Погружение во тьму».

## Некоторые труды

### Словари
- Древнегреческо-русский словарь [в 2-х тт.]: Ок. 70 000 слов (в обоих томах) / Составил И. Х. Дворецкий; Под ред. чл.-кор. Акад. наук СССР С. И. Соболевского. С приложением грамматики, составленной С. И. Соболевским. — М.: ГИС, 1958.[5]
- Дворецкий И. Х., Корольков Д. Н. Латинско-русский словарь: Около 40 000 слов / Сост.: И. Х. Дворецкий и проф. Д. Н. Корольков(†); Под общ. ред. чл.-кор. Акад. наук СССР проф. С. И. Соболевского. — (1-е изд.). — М.: Гос. изд-во иностр. и нац. словарей, 1949. — 952 с.
- Дворецкий И. Х. Латинско-русский словарь: Около 50 000 слов. — 2-е изд., перераб. и доп. — М.: Русский язык, 1976. — 1096 с. — 65 000 экз. (На обл. авт. не указан)[6]
- Дворецкий И. Х. Латинско-русский словарь: Около 50 000 слов. — 3-е изд., испр. — М.: Русский язык, 1986. — 843, [2] с. — 45 000 экз.
- Дворецкий И. Х. Латинско-русский словарь: Около 50 000 слов. — 4-е изд., стер. — М.: Русский язык, 1996. — 843, [2] с. — ISBN 5-200-02365-3.
- Настольный русско-польский словарь= Podręczny słownik rosyjsko-polski / Под ред. И. Х. Дворецкого. — Warszawa: Wiedza Powszechna, 1975. 903 с.
- Русско-польский словарь: Около 65 тыс. слов. 5-е изд., испр. и доп. / Под ред. И. Х. Дворецкого. — М.: Сов. энциклопедия, 1964.

### Авторские учебники
- Польский язык. Учебник для высших учебных заведений / И.Х. Дворецкий. — М.: Издательство литературы на иностранных языках, 1947. — 355 с.

### Переводы
- Лер-Сплавинский Т. Польский язык / пер. со 2-го польск. изд. И.Х. Дворецкого; под ред. С.С. Высотского; предисл. акад. В.В. Виноградова [с. III−XXIV]. — М.: Изд-во иностр. лит-ры, 1954 . — XXIV, 368 с.; 26 см. — Библиогр.: с. 357−360.

### Редакции
- Розенталь И. С., Соколов В. С. Учебник латинского языка: Для юридических факультетов и институтов. / Под ред.: И. Х. Дворецкого. — М.: Изд-во лит. на иностр. яз., 1953. — 283 с.